# Parachorius hookeri
Parachorius hookeri är en skalbaggsart som beskrevs av Gilbert John Arrow 1931. Parachorius hookeri ingår i släktet Parachorius och familjen bladhorningar. Inga underarter finns listade i Catalogue of Life.